# 61式戰車 (高達系列)
61式戰車（TYPE61 M.B.T.、TYPE61 TANK、M61A5 MBT、TYPE-61 5+）是動畫《機動戰士高達》系列中登場的虛構戰車。

## 概要
為地球聯邦軍於宇宙世紀0061年所制式化及採用的戰車。在動畫中經常作為機動戰士的陪襯或淪為砲灰的角色。在一年戰争前半部份為地球聯邦軍的主力陸戰兵器，與所屬自護公國軍的機動戰士及馬傑拉坦克等地上部隊作戰。
該戰車為沒有考慮過在米諾夫斯基粒子下作戰的舊兵器，而在一年戰爭開戰初期，為聯邦軍唯一的陸戰主力，並用以對抗機動戰士。與機動戰士的戰鬥中經常蒙受損失嚴重，但亦有出現過不少擊毀5台以上渣古II的王牌車長。在聯邦軍開始配備機動戰士後開始退居二線，但在記錄中為繼續服役到約宇宙世紀0087年。
在原設定中為沒有名字的，但後來在動畫雜誌中借用了陸上自衛隊的61式戰車為其代名詞，在往後的Mook等亦使用這名稱。其後，在OVA《機動戰士GUNDAM MS IGLOO》劇中明言為「61式（ろくいちしき）」而成為官方設定。
在OVA《機動戰士GUNDAM第08MS小隊》其設計有所更新，並在《機動戰士高達 MS IGLOO》等其他一年戰爭相關的作品中登場。OVA《機動戰士高達 MS IGLOO2 重力戰線》的第2集中作為主角兵器活躍。
經歷長時間也沒有進行過立體商品化，但隨著《機動戰士高達 MS IGLOO2 重力戰線》的展開，終成為『U.C.HARD GRAPH』系列中的1/35的比例模型及HGUC渣古地上戰套裝這兩種商品發售。亦因這個關係，在《機動戰士GUNDAM第08MS小隊》後更新的設計為61式戰車的後期型，其中一個變種為「61式5型（裝備裙板裝甲）」，亦添加了配備「155毫米滑膛砲」作為主砲的設定。再者，亦有於《機動戰士高達》中登場，沒裝備裙板裝甲的的設計於書籍中出現其外觀特寫。

## 特徵
雖然在作品的世界觀中是已經過時的武器，但是以現代角度來說算是先進的未來戰車，因各種操作已經徹底自動化，所以乘員僅剩下車長兼砲手、操縱手兼通信手2名。驅動方式為電動。
砲塔搭載2門155毫米口徑的滑膛砲。在砲身左右交互射擊下可以維持高發射速度，同時亦可進行齊射。砲塔左右兩邊各裝備4座（全車總共8座）煙霧彈發射器。砲塔內為砲手兼車長的座席，以及利用輸送帶為砲彈自行裝填的自動裝彈機。除此之外，在衛星及數據庫的協助下，可以進行長距離的精密射撃。
車體前方為操縱手的座席。為使用油門作驅動，並由操控桿控制方向。亦設有脫離用的艙口。在劇中其並沒有明確描寫在車體後部的空間，這裡可用作裝載物資或4名人員。
越野時最高速度可達到時速90公里。
所使用的155毫米聯裝滑膛砲及其裝備方式為擁有不俗的可靠性，在制式化使用後亦多次進行改良，並成功提高其性能。並且，也出現不少變種及衍生型。於『MS IGLOO2』的台詞中亦有講述地球聯邦陸軍是以4輌61式編成一個戰車小隊（戰車排）。另外，在一年戰爭內的宇宙世紀0079年7月為止，61式戰車仍然繼續生產。
基於各戰區及生產時期所進行的些微修改，因此在設計上有時會出現差異。

## 劇中的活躍
該戰車主要以一年戰爭作為背景的作品中登場。
於《機動戰士高達》的電影版及劇場版同樣，在聯邦軍進行反攻由自護公国軍所占領的資源地帶敖德薩的攻略作戰「敖德薩會戰」之前，61式戰車曾與其他的陸上及航空兵力共同登場。
在電視版中在第26集再次登場。這時魔鯊隊正在攻擊位於愛爾蘭島貝爾法斯特基地內的白色基地，而這時出現的61式與其他使用通常塗裝的不同，其塗裝為橙色。而在電視版版第29及30集中，自護軍向賈布羅進行攻擊期間，聯邦軍派出大批61式出擊作戰。這些61式對馬沙專用魔蟹作出的砲擊不但被對方裝甲彈開，自身亦被以踏踩及投擲的方式大量擊毀。而龜霸則確認被擊潰的為61式戰車。
並且，在賈布羅一戰中，高達將赤鼻駕駛的龜霸擊破的描寫（電視版第30集），在劇場版「哀・戦士」中改為是由61式作出的攻擊，同樣地雙面魔蟹也是被61式的攻擊所擊破。在電視系列及劇場版中，說明聯邦軍在多次作戰中是以人海戰術來對抗擁有優勝性能機動戰士的自護公國軍。
《機動戰士高達 MS IGLOO -1年戰爭秘錄-』》第二集中，於亞利桑那的沙漠中，聯邦軍是使用捕獲的陸戰型渣古II編成小隊（賽門凡特隊）再配上2架61式作支援。該隊與自護軍的實驗戰車「鬥狼」作戰。米歇爾車被渣古的機槍擊中損毀，而馬利安車因其影子被發現，而被鬥狼的300毫米砲炸飛。
於《機動戰士高達 MS IGLOO2 重力戰線》第1集中為配角，而在第2集中則而主角兵器活躍，亦有與馬傑拉坦克作戰車戰的描寫。劇中，61式戰車被描寫為壓到性強於馬傑拉。而在0079年7月26日的戰鬥中，哈曼·嚴德爾中尉指揮第301戰車中隊的2個小隊（8輛）+1輛，潛伏在其他61式的殘骸中待機，在交戰中使用了煙霧彈發射器、燒夷彈及照明彈等擾亂及多種戰術下，令敵方雖擁有高機動性卻陷於苦戰，最後以8輛61式為代價擊潰3台渣古並取得勝利。但是，剩下的那一輛61式最後被前來救援的第11巡邏隊以反戰車導彈擊毀。加上在日前，聯邦軍歐洲方面軍亦因渣古而損失大半機甲戰力。於第3集中，因參加敖德薩會戰而再次登場，但比不上陸戰型吉姆及陸戰強襲太空坦克這麼顯眼。
「基連之野望系列」「GGENERATION系列」等遊戲作品出登場，並作為與馬傑拉相比，性能及命中率較差劣的單位。在一部份遊戲中，其射程距離設定較渣古及大魔為長，令61式可進行單方面的砲擊。

### 對應機動戰士的戰術
61式戰車的設計落後於宇宙世紀0061年，更不用說能否對MS作戰鬥。尤其戰車在今時與往日皆為在目視範圍內其接向敵人砲擊的兵器，而在米諾夫斯基粒子的影響下雷達機乎無效。
在劇中所登場的61式戰車與敵方MS作戰時，很少出現能有效攻擊對手的場景，多為單方面被擊毀。但是，在前面所述，劇場版中的61式確實能在後方使用砲擊來擊倒龜霸。再者，在遊戲《機動戰士高達 基連之野望 自護獨立戰爭記》內的片段中，聯邦軍利用飛飛作誘餌來吸引渣古，並在事前部署了多輛61式作埋伏，待渣古上釣後再以齊射將其擊破。而在《MS IGLOO》與鬥狼的對戰中，61式是以本身較MS低矮的構造，靠著地形稜線來隱藏自己。
在敖德薩會戰中，因投入了大量61式而令聯邦軍達至勝利，但參加作戰的61式戰車損失率也非常嚴重達到八成（此係Mook中的非官方設定）。另一方面，在小説版《自護最前線 機動戰士高達0079》的描寫中，由艾格少尉提出，對MS的戰術為應從其裝甲較薄弱的背面展開攻擊，從而發揮戰車的戰鬥力。
在戰後的兵器開發是以MS作為重點，舊有的兵器體系如主力戰車及制空戰鬥機除進行改良外，新規開發大致上已經停止，在以後的故事系列中，基本上已沒有61式戰車的發展試作型再出現過。

## 註腳

### 資料來源
1. ↑  OVA《MS IGLOO2 重力戰線》第2巻付屬小冊子
2. ↑  早稻田大學高達研究會著（Date House・1994）。
3. 1 2 3 4  MEIMU（漫画） 2009，第173頁.
4. ↑  MEIMU（漫画） 2009，第172頁.
5. 1 2  MEIMU（漫画） 2009，第174頁.
6. ↑  MEIMU（漫画） 2009，第175頁.
7. ↑  講談社ISBN 4063301109　「61式戰車」項目
8. ↑  於OVA『MS IGLOO2 重力戰線』第2集，克雷瑪塔少佐的發言

## 關聯項目
- 61式戰車